# Futbol Club Barcelona Beach Soccer
O Futbol Club Barcelona Beach Soccer é a equipe oficial de futebol de praia do FC Barcelona, fundada em 2011. Desde sua criação, o clube tem como objetivo expandir a marca Barça para outras modalidades esportivas, sempre mantendo o compromisso com a excelência e o espírito esportivo.

## História
O Barcelona foi campeão mundial no futebol de areia. Comandado pelo técnico Gilberto Costa, o time catalão enfrentou as dificuldades impostas pelo Vasco da Gama e, com tranquilidade, se reinventou para conquistar o título do Mundialito de Clubes, nos pênaltis, em uma arena montada na Praia da Barra da Tijuca, no Rio de Janeiro (Brasil). O Barça perdia por 4 a 1 quando se reorganizou e iniciou uma perigosa reação para arrancar o empate por 4 a 4 no fim, levando o jogo para a prorrogação, que também terminou sem gols. Durante a disputa de pênaltis, o goleiro Jô, do time catalão, fez a diferença ao defender a terceira cobrança do time alvinegro. Ex-pescador e joia de Tutóia (MA), Datinha marcou o terceiro gol para o time da Catalunha e comandou a festa.

## Títulos
Campeão Invicto
| Mundiais | Mundiais             | Mundiais | Mundiais   |
|          | Competição           | Títulos  | Temporadas |
| -------- | -------------------- | -------- | ---------- |
|          | Mundialito de Clubes | 1        | 2015       |